# Extrusión en frío
La extrusión en frío es uno de los procesos que caracterizan la extrusión.Consiste en obligar a una porción de material colocado en el fondo de una matriz a deformarse plásticamente y extenderse entre las paredes de la matriz y las del punzón que la comprime. Logró gran difusión a partir de 1940. Se suele utilizar para producir piezas metálicas, frecuentemente en forma terminada o casi terminada, sobre todo en forma de herramientas, piezas de vehículos, máquinas textiles, electrodomésticos y perfiles extrusionados para la construcción arquitectónica e ingenieril.

## Ventajas
Estas son las principales ventajas que posee las piezas de extrusión en frío frente a las conformadas en caliente:
- Tolerancias estrechas (± 0,05 mm a ± 0,2 mm) y altas velocidades de producción.
- Bajo aporte o ningún aporte de calor, ya que se realiza a temperatura ambiente o cerca de la temperatura ambiente.
- La principal ventaja es la falta de oxidación lo que se traduce en una mayor fortaleza.
- Las propiedades mecánicas son mejores que su extrusión en caliente, ya que se consigue una mayor resistencia debida al endurecimiento por acritud. En las aleaciones no endurecibles de aluminio, se alcanzan valores de la más alta resistencia normalizada, y en las aleaciones endurecibles de consigue hasta el 60 % de la resistencia mecánica alcanzable con el endurecimiento.
- Buen aprovechamiento del material, ya que se generan muy pocos desperdicios.
- Se elimina la necesidad de operaciones posteriores de mecanizado, debido a que sus acabados dimensionales son muy buenos.
- El acabado superficial es superior al de extrusión en caliente, debido a que carece de capa de óxido.
- Eliminación de la necesidad de calentar el tocho inicial.
- Los costos de producción son muy competitivos comparado con otros procesos de extrusión. Además tiene altas velocidades de producción y no requiere mucha mano de obra.
- Se genera una estructura compacta, sin defectos o inclusiones, con un curso de fibra no distorsionado.
- Elevado grado de conformación en una sola operación.
- Menor coste de las máquinas y mantenimiento en comparación con laminado en caliente.

## Inconvenientes
Aunque la extrusión de piezas en frío tiene un gran peso en la industria, a veces se opta por su conformación en caliente debido a estos principales defectos:
- Menor equilibrio entre fuerzas requeridas, ductilidad y propiedades finales que en láminación tibia.
- Quebraduras de superficie si el material se pega temporalmente al troquel.
- Requerimiento de un posterior tratamiento térmico, mientras en extrusión tibia no es necesario.
- Mayor presión que en extrusión tibia o en caliente y por lo tanto menor ductilidad de la pieza.
- Debe tenerse especial control en el material de la pieza, la condición superficial, precisión dimensional del tocho y su calidad.
- Los esfuerzos requeridos en las herramientas son muy grandes, y debe tenerse especial cuidado con la dureza en los aceros.
- Debe tenerse especial cuidado con el diseño de las herramientas y sus materiales.
- La lubricación es muy importante, sobre todo en aceros, ya que sin ella pueden aparecer grietas superficiales en la pieza (debido a la fricción en la pared). El método más aplicado es la aplicación de una capa fosfatada modificada, seguida de una capa de jabón o de cera.
- La dureza de los punzones y los dados deben ser altas, entre 60 y 65 HRC la de los punzones y entre 58 y 62 HRC la de los dados.

## Materiales usados
En principio, se pueden extrusionar todos los materiales y aleaciones, siempre que posean una buena capacidad de deformación, es decir, tengan un gran alargamiento. Estos son los más utilizados:
- Estaño, Berilio, Zinc, Cobre, Vanadio, Plomo, Circonio, Molibdeno.
- Latones 1º título (p.e, 15 % y 30 % de Zn).
- Aluminio y sus aleaciones: (Al-Mg-Si, Al-Cu-Mg, Al-Mg 3). El aluminio es uno de los materiales de mayor aceptación en la extrusión, tanto en frío como en caliente. Se suele utilizar para fabricar armaduras, marcos, barras y disipadores de calor.
- Acero al carbono hasta C <0,4 % calmados y ligeramente aleados con Mn, Si, Cr, Ni, Mo. Los aceros de bajo carbono y aceros inoxidables han tenido una gran aceptación en la industria.

## Características de las piezas
Los límites establecidos para la extrusión en frío en piezas de acero y materiales pesados son los siguientes: 
- Suficiente ductilidad, por eso la mayoría de materiales ferrosos no pueden extruirse en frío.
- El diámetro máximo puede tener valores hasta 150 mm.
- El espesor mínimo hasta 0,3 mm ≈ 0,07 D.
- El espesor mínimo del fondo 1,5 mm ≈ 0,1 D.
- El peso puede tener un valor máximo de 5 kg.

## Método para la extrusión en frío
El método más empleado es el de flujo inverso (extrusión invertida), aunque también puede hacerse mediante el flujo directo (extrusión directa). 
En esta técnica el contenedor está cerrado en un extremo y el metal se extrusiona hacia atrás, pasando por la matriz situada en el extremo del émbolo, que es hueco. Un ejemplo de extrusión en frío directa es el siguiente esquema.

## Influencia
Aunque no es el proceso más usado de conformado por deformación sin arranque de viruta, ni tampoco dentro de la extrusión ya que el más usado es la extrusión en caliente si que es bastante utilizada para trabajos menores, o de " casi acabado" de las piezas.